# Pont du barrage
Le pont du barrage (en finnois : Patosilta) est un pont pour la circulation douce reliant les quartiers Kyttälä et Tammerkoski au centre de Tampere en Finlande.

## Présentation
Le pont du barrage enjambant les Tammerkoski a été mis en service en 2000.
Il est situé au sud du pont Satakunnansilta sur le barrage de la Centrale électrique de la chute centrale et relie les quartiers de Tammerkoski et de Kyttälä.
À l'été 2017, de tous les ponts sur les Tammerkoski, le pont du barrage est devenu la piste cyclable la plus importante, plus que le pont Hämeensilta. 
L'été 2017, les voies piétonnes les plus fréquentées étaient Hämeenkatu, l'extrémité nord de la route d'Hatanpää, Itsenäisyydenkatu, le pont des rapides et le tunnel de la gare. 
L'été 2017, les itinéraires cyclables les plus fréquentés  provenaient du pont du barrage, du passage souterrain de Rongankatu, de la route d'Hatanpää, de E63 et de Hämeensilta.
Plus de 50% des piétons traversant les Tammerkoski passent aux heures de pointe par le pont Hämeensilta.

## Galerie

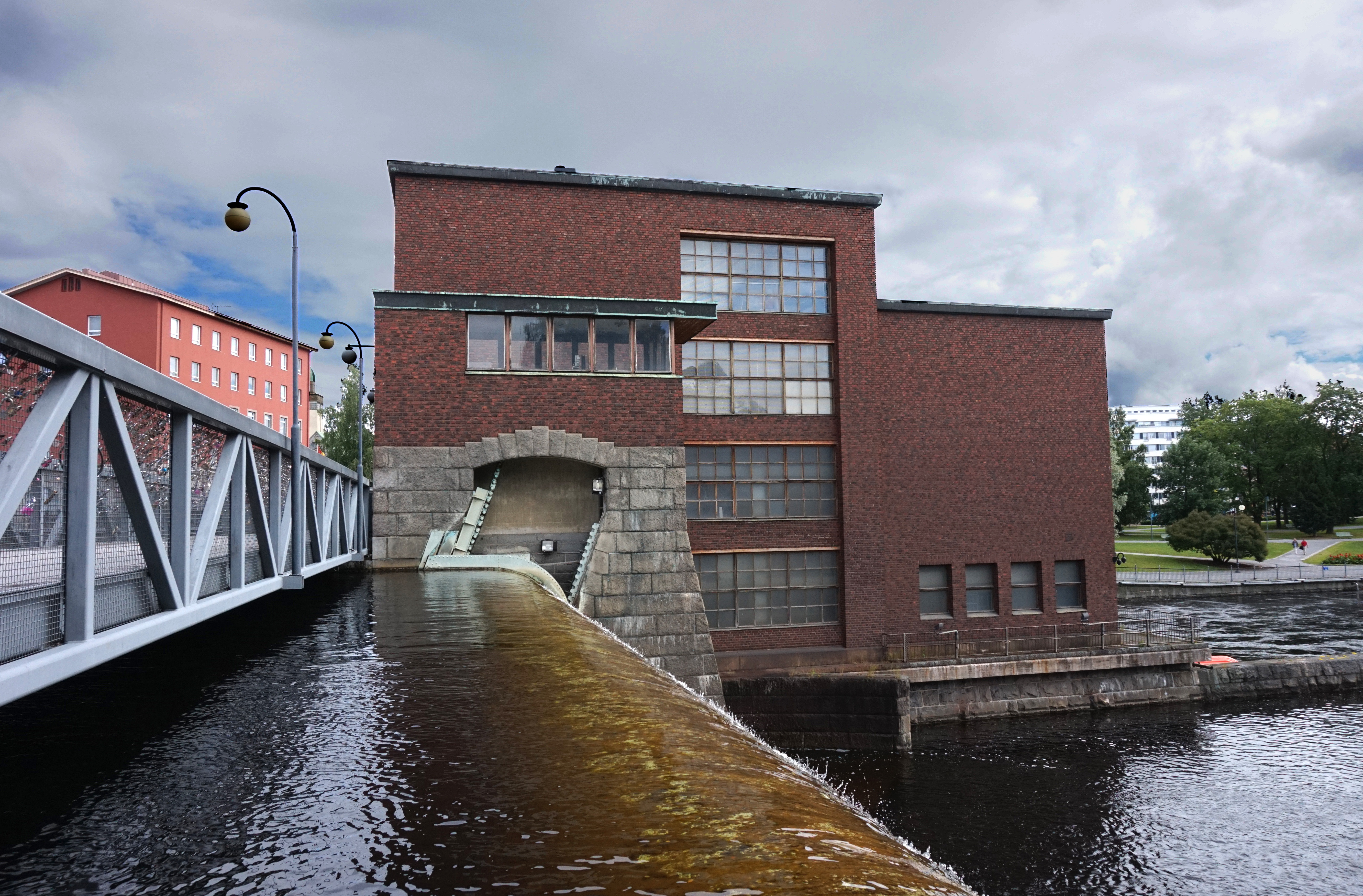
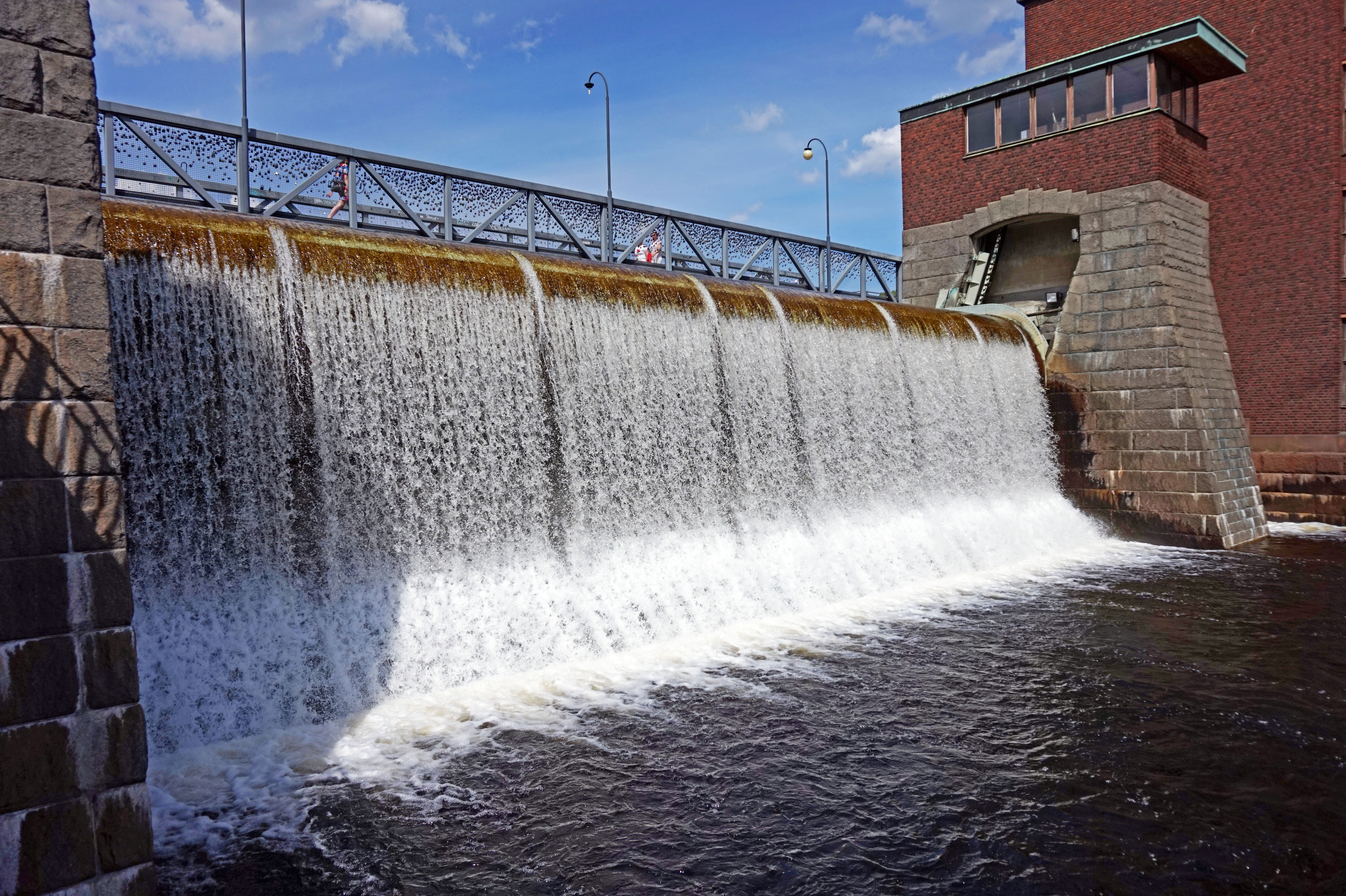
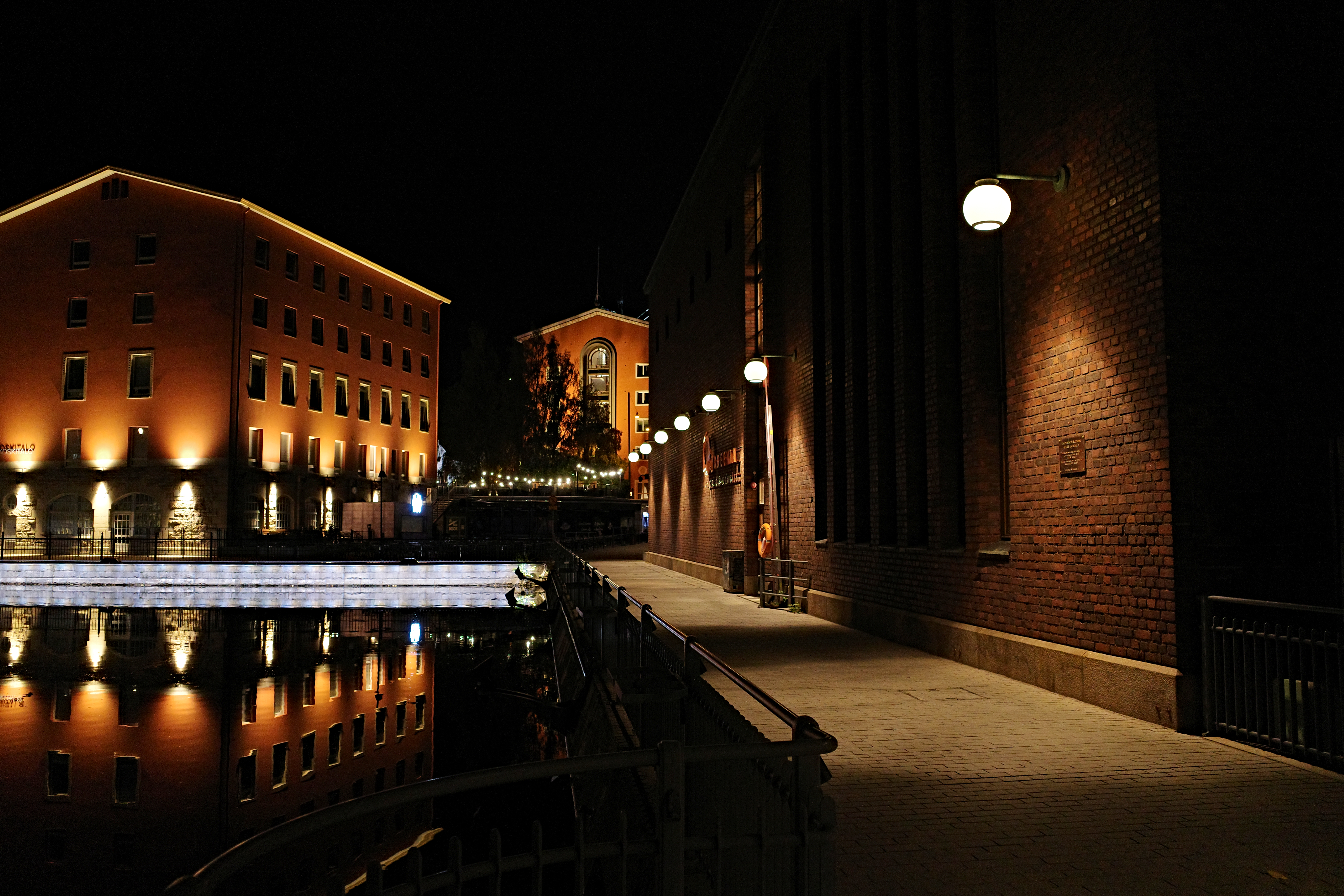
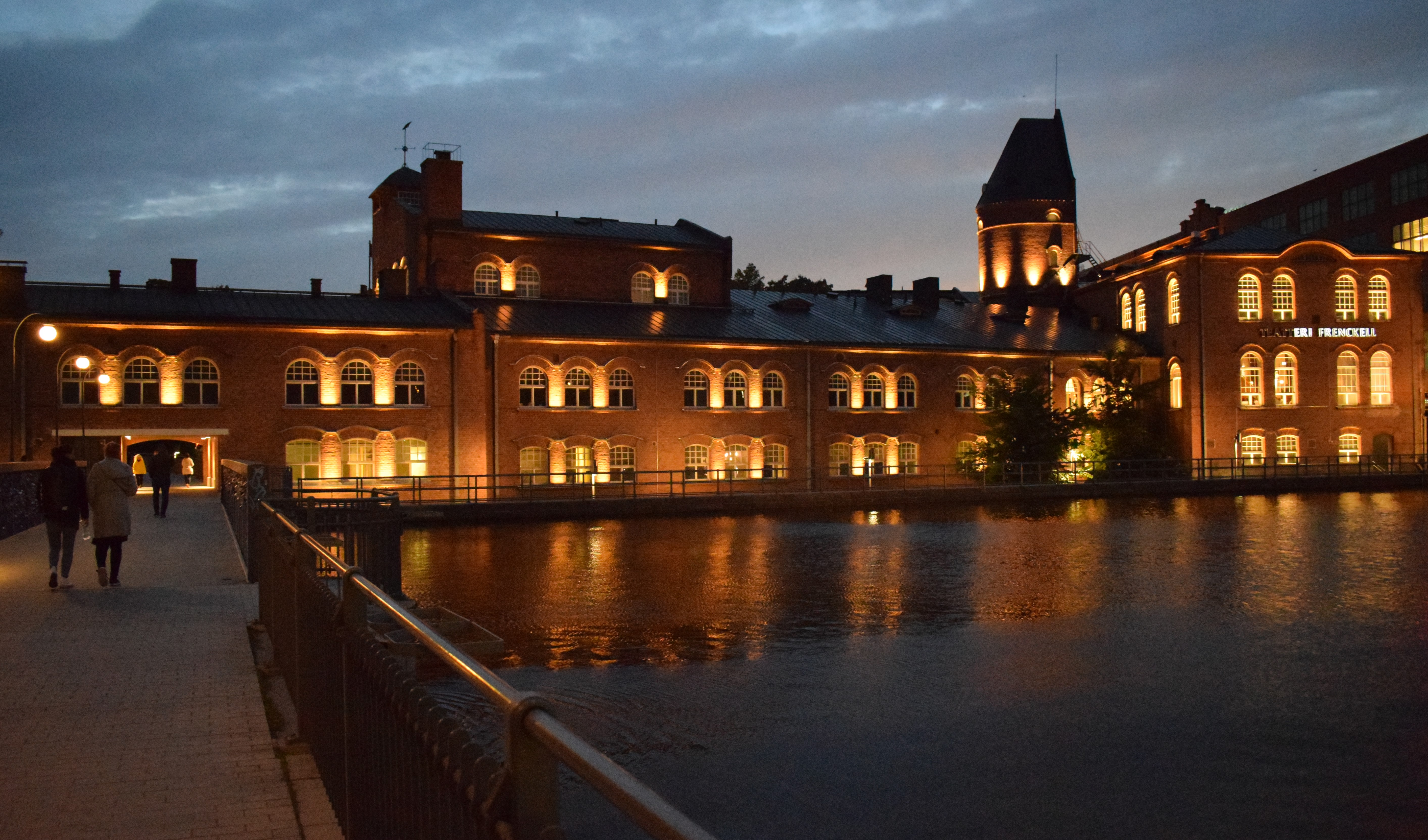
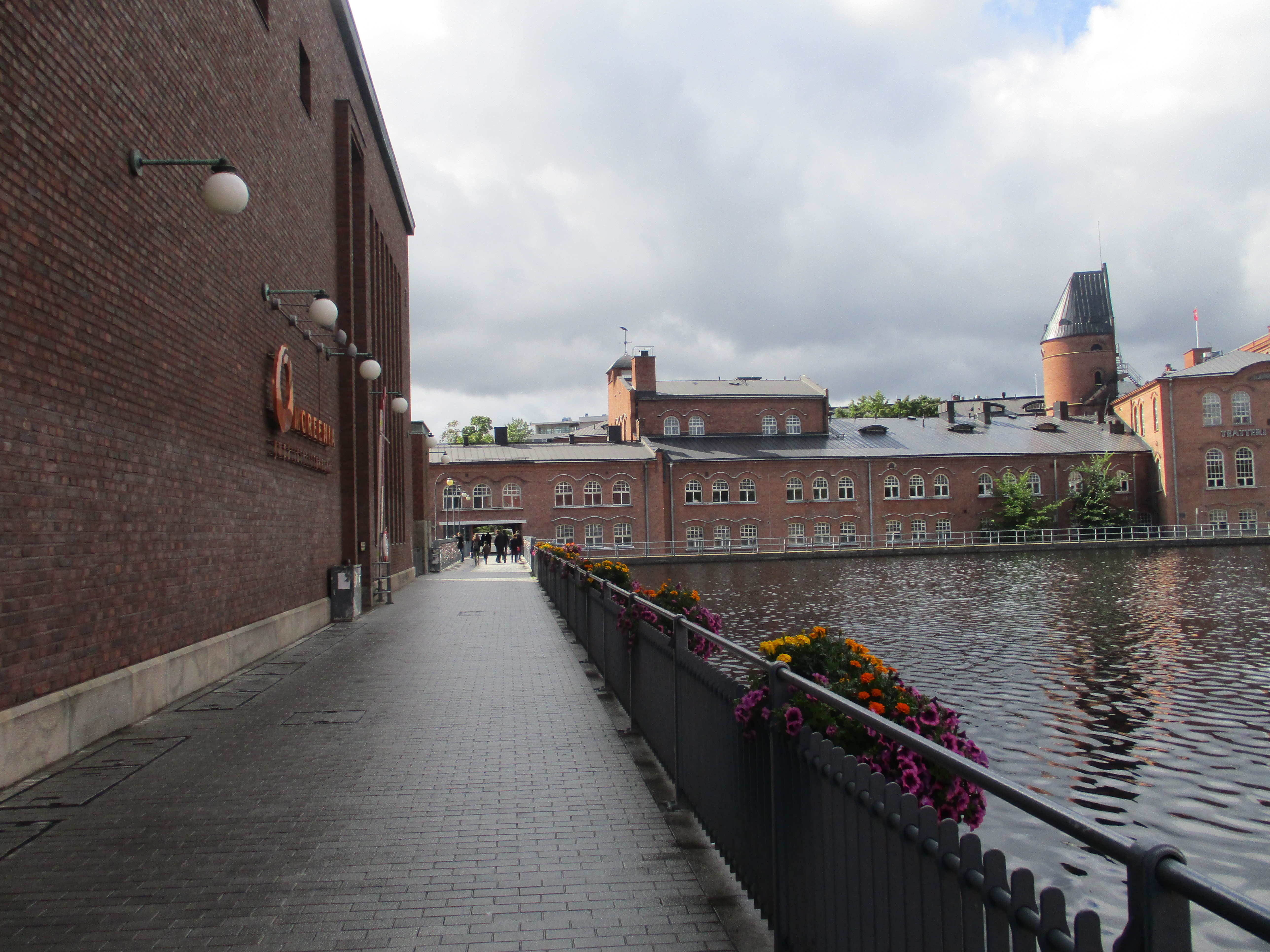
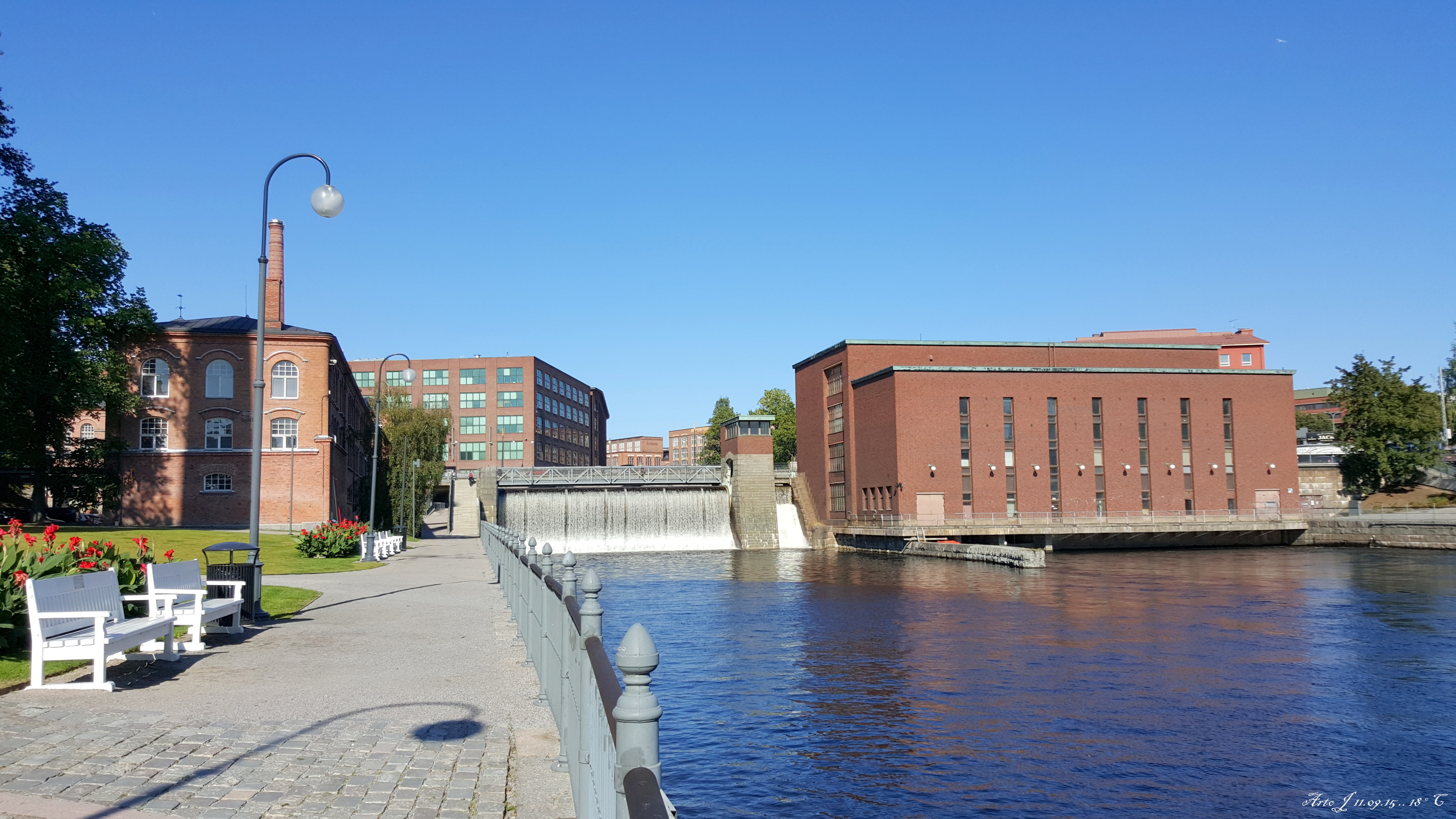